# Trapezites iacchoides
Trapezites iacchoides é uma espécie de borboleta da família Hesperiidae.